# 대전 도솔산 보루
대전 도솔산 보루(大田 兜率山 堡壘)는 대전광역시 서구 도안동에 있는 백제의 보루이다. 2012년 3월 16일 대전광역시의 문화재자료 제55호로 지정되었다.

## 개요
대전 도솔산 보루는 삼국시대의 소규모 석축 보루로, 백제의 산성 및 군사시설의 구체적인 양상을 이해할 수 있는 자료이다. 인근 월평산성과 연계하여 삼국시대 방어체계를 살필수 있는 자료로 대전의 산성 연구에도 가치가 높다.

## 참고 자료
- 대전 도솔산 보루 - 국가유산청 국가유산포털